# إيرين إسكولار
إيرين إسكولار (بالإسبانية: Irene Escolar)‏ هي ممثلة إسبانية، ولدت في 19 أكتوبر 1988 بمدريد في إسبانيا.

## أعمال

### أفلام
- (2016) العثور على التاميرا

### مسلسلات
- إيزابيل

## وصلات خارجية
- إيرين إسكولار على موقع IMDb (الإنجليزية)
- إيرين إسكولار على موقع ميتاكريتيك (الإنجليزية)
- إيرين إسكولار على موقع روتن توميتوز (الإنجليزية)
- إيرين إسكولار على موقع قاعدة بيانات الأفلام العربية
- إيرين إسكولار على موقع ألو سيني (الفرنسية)
- إيرين إسكولار على موقع أول موفي (الإنجليزية)
- إيرين إسكولار على موقع قاعدة بيانات الفيلم (الإنجليزية)
- إيرين إسكولار على موقع ليتربوكسد (الإنجليزية)
- إيرين إسكولار على موقع كينوبويسك (الروسية)